# وليام هوجان
وليام هوجان (بالإنجليزية: William Hogan (New York))‏ (و. 1792 – 1874 م) هو سياسي، ومحام من الولايات المتحدة الأمريكية .
وهو عضو في الحزب الديمقراطي الأمريكي .

## التعليم
تعلم في جامعة كولومبيا.